# Commission nationale de toponymie
Pour les articles homonymes, voir CNT.
La Commission nationale de toponymie (CNT) est un groupe de travail du Conseil national de l'information géographique français (CNIG). Comprenant des représentants des ministères et organismes créateurs collecteurs ou utilisateurs de toponymes, elle a pour but de contribuer à la conservation et au développement cohérent du patrimoine toponymique de la France.

## Historique

### Avant la création en 1987
Une première commission nationale de la toponymie et l’anthroponymie est mise en place en 1939 par arrêté du ministère de charge de l'Éducation nationale. Elle est chargée de l'étude des noms de lieux et des noms de personnes. Sa création s'inspire de la Belgique, où une commission royale de toponymie et dialectologie a été fondée en 1927. La commission, lors de sa première séance, le 7 juillet 1939, se donne comme objectif de reprendre le vœu adopté par le premier congrès international de la toponymie et de l'anthroponymie de 1938 : « que la publication des dictionnaires topographiques départementaux soit poursuivie et achevée le plus vite possible. ». Le président est Joseph Vendryes et le secrétaire général est Albert Dauzat. Les procès-verbaux des séances de la commission sont publiés, entre 1942 et 1947, dans la chronique de toponymie de la Revue des études anciennes. Albert Dauzat donne le mot de la fin : « La Commission est donc virtuellement dissoute. La
question d'un Institut de toponymie va être de nouveau posée. ».
Elle est ensuite recréée en 1954 avec une existence éphémère puisqu'elle ne se réunit qu'une seule fois avant de disparaître. 

### Depuis sa création en 1987
En 1987, la cinquième Conférence des Nations unies sur la normalisation des noms géographiques engage instamment les pays qui n’ont pas encore établi d’autorités nationales chargées des noms géographiques à le faire sans tarder. La France participe alors aux travaux du Groupe d'experts des Nations unies pour les noms géographiques à travers la présence d'experts de la commission de toponymie de l'IGN. 
La commission a été historiquement créée auprès du CNIG en 1987 et officialisée par le décret no 99-843 du 28 septembre 1999 relatif au rôle et à la composition du Conseil national de l'information géographique, art. 3 (JORF du 30 septembre 1999). Ne figurant plus expressément dans le décret de réorganisation du CNIG no 2011-127 du 31 janvier 2011, elle a été recréée le 11 juillet 2012 sous la forme d'une formation spécifique ou groupe de travail du CNIG, en application de l'article 5 de ce décret.

## Composition
La commission comprend des représentants des ministères et organismes créateurs collecteurs ou utilisateurs de toponymes. Elle peut faire appel à des experts choisis en raison de leur compétence. 
La Commission nationale de toponymie comprend, outre son président et son rapporteur : 
- un représentant de chacun des services, établissements ou organismes, collecteurs, créateurs ou utilisateurs de toponymes suivants :
  - la direction générale des Finances publiques (DGFiP) ;
  - l'Institut national de l'information géographique et forestière (IGN) ;
  - le service hydrographique et océanographique de la marine (SHOM) ;
  - le centre géographique interarmées (CGI) ;
  - la direction générale de l'administration du ministère de l'intérieur ;
  - l'Institut national de la statistique et des études économiques (Insee) ;
  - La Poste ;
  - la direction de la sécurité et de la circulation routières ;
  - l'administration du territoire des Terres australes et antarctiques françaises (TAAF) ;
  - la délégation générale à la langue française et aux langues de France  (DGLFLF) ;
  - les Archives nationales ;
  - la Bibliothèque nationale de France (BnF) ;
  - l'École des hautes études en sciences sociales (EHESS) ;
  - le Centre national de la recherche scientifique (CNRS) ;
- un représentant de l'ordre des géomètres-experts (OGE);
- des experts désignés en raison de leur compétence.

Son président est désigné en assemblée générale du CNIG. La CNT est présidée depuis 2012 par Pierre Jaillard, administrateur de l’Institut national de la statistique et des études économiques (Insee) et également président du Groupe d'experts des Nations unies pour les noms géographiques (GENUNG), qui la présidait déjà dans son ancienne configuration de 2004 à 2011.

## Mission
Le mandat assigné par le Conseil national de l'information géographique à la Commission nationale de toponymie, en date du 11 juillet 2012, en précise les missions et le fonctionnement :
- la Commission nationale de toponymie contribue à la conservation et au développement cohérent du patrimoine toponymique de la France et a notamment pour mission de :
  - coordonner l'action des services publics créateurs ou collecteurs de toponymes ;
  - fédérer les activités des différentes commissions ou unités chargées d'études de toponymie au niveau national, régional ou local ;
  - veiller à ce que soit assurée l'homogénéité nécessaire dans toute publication ou document publics ;
  - assurer des actions de spécification, de normalisation, de coordination dans la réalisation et la mise à jour des bases de données toponymiques, ainsi que le traitement en français des toponymes étrangers ;
  - assurer la promotion de ses travaux et favoriser l'édition et la diffusion d'ouvrages toponymiques de référence ;
  - susciter des actions de sensibilisation et de formation aux techniques toponymiques ;
  - contribuer à la coopération avec les pays francophones et à la représentation de la France dans les instances internationales ;
- en outre, elle peut élaborer des projets de recommandations et de textes législatifs ou réglementaires pour atteindre ces objectifs.

La Commission nationale de toponymie n'a pas pour objet de se substituer aux commissions existantes tant pour les missions qui leur sont attribuées que pour les prérogatives qui sont les leurs. Ces dispositions s'appliquent notamment à la commission de révision du nom des communes instituée par l'arrêté du 15 août 1948. Le président de cette commission peut consulter la Commission nationale de toponymie ou l'un de ses membres s'il l'estime nécessaire. La mission de la Commission nationale de toponymie concerne autant la toponymie terrestre que maritime.